# AFC Telford United
AFC Telford United är en engelsk fotbollsklubb från Telford, Shropshire i England. Säsongen 2016-17 spelar klubben i National League North på nivå 6 inom Englands ligasystem för fotboll. 

## Klubbens historia
Klubben grundades den 28 maj 2004 av supportrar till Telford United FC när det stod klart att den då 132-åriga klubben skulle upphöra eftersom klubbens ägare, finansmannen Andy Shaw, hamnat på obestånd och hela hans affärsimperium gått i konkurs. Telford United FC spelade sin sista säsong i Football Conference och den nya klubben placerades i Northern Premier League Division One på nivå 8 inom Englands ligasystem för fotboll. 
Efter att två av de tre följande säsongerna efter grundandet via slutspel avancerat uppåt i ligasystemet till Conference North dröjde det fyra säsonger innan Telford för första gången tog steget upp i Football Conference 2011. Efter att med knapp marginal hållit sig kvar säsongen 2011/12 blev det nedflyttning följande maj. 
Säsongen 2013/14 slutade med den nybildade klubbens första mästerskap då man med tre poängs marginal kunde vinna Conference North och åter ta plats i Football Conference. Säsongen 2014/15 slutade klubben dock på 23:e plats och blev nedflyttade till National League North.